# Liste früher chinesischer Baihua-Zeitschriften
Dies ist eine Liste früher chinesischer Baihua-Zeitschriften (Baihua bao), d. h. in der lebenden Umgangssprache (Baihua) – nicht in der klassischen chinesischen Schriftsprache – erschienenen Zeitschriften (bao). Eine frühe Zeitschrift, die sich ganz an der gesprochenen Sprache orientierte, war die Yanyi baihua bao 演义白话报, die seit 1897 erschien. Zwei weitere Zeitschriften dieser Art waren das Jinghua bao und das Hangzhou baihua bao, die in Peking und Hangzhou erschienen.

## Übersicht
(Anordnung nach Zhongguo zaoqi baihua bao huibian, s. Lit.)
- 1. Jing hua bao 京话报. Hangzhou bai hua bao 杭州白话报
- 2.–3. Zhongguo bai hua bao 中国白话报
- 4. Anhui su hua bao 安徽俗话报
- 5. Fujian bai hua bao 福建白话报. Zhi li bai hua bao 直隶白话报
- 6. Jilin bai hua bao 吉林白话报
- 7. Guangdong bai hua bao 广东白话报. Anhui bai hua bao 安徽白话报. Ling nan bai hua za zhi 岭南白话杂志. Minguo bai hua ri bao 国民白话日报
- 8. Wei sheng bai hua bao 卫生白话报. Tianjin bai hua bao 天津白话报
- 9. Tianjin bai hua bao 天津白话报
- 10. Tianjin bai hua bao 天津白话报. Changsha di fang zi zhi bai hua bao 长沙地方自治白话报. Hu di fang zi zhi bai hua bao 湖地方自治白话报
- 11. Ning xiang di fang zi zhi bai hua bao 宁乡地方自治白话报. Xian zheng bai hua bao 宪政白话报. Pi li bai hua bao 霹雳白话报. Hui wen bai hua bao 回文白话报
- 12.–29. Ai guo bai hua bao 爱国白话报
- 30.–31. Bai hua jie bao 白话捷报
- 32. Bai hua qiang guo bao 白话强国报
- 33.–35. Beijing bai hua bao 北京白话报
- 36.–38. Shi shi bai hua bao 实事白话报
- 39. Gong jiao bai hua bao 公教白话报
- 40. Jiao yu shi ye bai hua bao 教育实业白话报. Bai hua chen bao. 白话晨报